# Варковичская сельская община
Варковичская сельская община (укр. Варковицька сільська громада) — территориальная община в Дубенском районе Ровненской области Украины.
Административный центр — село Варковичи.
Население составляет 5149 человек. Площадь — 147,1 км².
В соответствии с распоряжением Кабинета Министров Украины от 12 июня 2020 года, в состав общины вошла территория Варковичского, Озерянского и Сатыевского сельских советов Дубенского района.

## Населённые пункты
В состав общины входит 12 сёл:
- Варковичи
  - Зелёный Гай
  - Крылов
- Озерянский старостинский округ:
  - Квитневое
  - Копаны
  - Нагорное
  - Озеряны
- Сатыевский старостинский округ:
  - Дядьковичи
  - Жорнов
  - Маяки
  - Олыбов
  - Сатыев